# Teobaldo Ordelaffi
Teobaldo Ordelaffi, (ou Tebaldo), est un noble italien qui a vécu au XIIIe siècle. Il appartient à la famille des Ordelaffi de la ville de Forlì. Son fils Scarpetta Ordelaffi sera le premier membre de la famille à devenir seigneur de Forlì, en 1295.

## Biographie
Teobaldo Ordelaffi, fils de Guglielmo Ordelaffi, participe avec Frédéric II de Hohenstaufen, dernier empereur du Saint-Empire romain germanique, aux sièges de Faenza et de Ravenne en 1241. Sa participation à ces sièges lui permet d’obtenir de l'Empereur la permission de battre monnaie, d'avoir un aigle d’or sur ses armes et de nommer des magistrats sans avoir à lui en demander l'autorisation.
En outre la ville de Forlì, qui s’est ralliée à Frédéric, obtient divers privilèges et le droit d'avoir l'aigle impérial dans ses armes.
Teobaldo Ordelaffi est désigné comme podestat de Faenza en 1274 et en 1301.
Il a pour fils Scarpetta Ordelaffi, Pino I Ordelaffi, Francesco I Ordelaffi et Sinibald (mort en 1337, qui fut le père de Francesco II Ordelaffi)

## Sources
- (it) Cet article est partiellement ou en totalité issu de l’article de Wikipédia en italien intitulé « Teobaldo Ordelaffi » (voir la liste des auteurs).

- (ca) Cet article est partiellement ou en totalité issu de l’article de Wikipédia en catalan intitulé « Teobald I Ordelaffi » (voir la liste des auteurs).